# NGC 2710
NGC 2710 é uma galáxia espiral barrada (SBb) localizada na direcção da constelação de Ursa Major. Possui uma declinação de +55° 42' 21" e uma ascensão recta de 8 horas, 59 minutos e 48,4 segundos.
A galáxia NGC 2710 foi descoberta em 18 de Março de 1790 por William Herschel.